# René Marchand
René Marchand (Montluçon, 30 ottobre 1935 – Chassy, 12 novembre 2024) è stato un giornalista e saggista francese.
Ha studiato alla École nationale des langues orientales vivantes e si è diplomato in lingua e letteratura araba alla Sorbonne. Giornalista radio-televisivo ed islamologo, ha collaborato a La Nouvelle Revue d'Histoire.

## Pubblicazioni
- La France en danger d'Islam, entre jihâd et reconquista (Éditions L'Âge d'Homme, Lausanne, 2002) ISBN 2825116505.

In questo saggio Marchand affronta da una prospettiva storica l'evoluzione dell'Islam dimostrando come gli episodi di violenza di questi anni non sono una deriva occasionale ma l'ultimo atto di una guerra dichiarata dall'Islam a tutte le altre culture tredici secoli fa. In questo contesto, dopo aver descritto l'Islam reale senza i filtri falsificatori della mentalità coloniale, sollecita "le bien-pensant" a spingere per la definizione di una adeguata politica da parte del governo francese che non ripeta gli errori del passato, soprattutto eviti di lasciarsi cogliere nuovamente impreparati come in occasione della guerra civile algerina del 1954. In particolare suggerisce, per evitare di lasciarsi schiacciare tra jihād e reconquista, di regolamentare il culto musulmano in Francia.
- Mahomet, contre-enquête (Editions de l'Echiquier, 2006), ISBN 2909904318.

In questa biografia di Maometto, che per l'influenza che ha ancora nei nostri giorni l'autore considera nostro contemporaneo, Marchand descrive, senza pregiudizi e riesaminando tutte le conoscenze disponibili, il Profeta dell'Islam come un personaggio complesso: orfano ferito, notabile marginalizzato, capo di una banda ed infine despota spietato responsabile di massacri e stupri, convinto di essere l'inviato di Dio, circondato da capitalisti meccani, mercanti che commerciavano lungo la via della seta, ebrei dei centri agricoli e beduini di cui non si poteva fidare. I suoi atti e detti sono stati la principale fonte d'ipirazione, con il Corano, dell'Islam nella religione, nella politica, nel diritto, nel costume e denuncia la campagna di disinformazione messa in atto dai califfi abbasidi nel IX secolo hanno stabilito quella che è considerato il fondamento definitivo dell'Islam giunto fino ai nostri giorni.